# Mozarteum
A Salzburgi Mozarteum Egyetem (németül: Universität Mozarteum Salzburg) egyike a három kapcsolt, de különálló (valójában egy állami egyetemi) entitásnak, „Mozarteum” név alatt Salzburgban, ahol a Nemzetközi Mozarteum Alapítvány és a Mozarteum Orchestra Salzburg a másik kettő. Szakterülete a zene, a drámaművészet és kisebb mértékben a grafika. Leányvállalataihoz hasonlóan a salzburgi születésű Wolfgang Amadeus Mozart tiszteletére alapították.

## Története
1841-ben Mozart özvegye, Constanze Weber megalapította a „Mozarteum” entitások közül az elsőt: a „Cathedral Music Association and Mozarteum” egyesületet, amelynek küldetése volt „a zenei ízlés finomítása a szakrális zene és a koncertek tekintetében”. Az egyesület a salzburgi Mozarteum Orchestra elődjeként működött a 19. századig, és a város zenei életének középpontjában állt, hangversenyeket és kapcsolódó tevékenységeket kínált. Mai nevét 1998-ban vette fel.
A Nemzetközi Mozarteum Alapítvány következett, a 19. század vége felé. A Schwarzstraßén egy méretes elegáns irodaházat épített, amelyet a mai napig fenntart, s amelyben két koncertterem is van. Az építkezés 1910 és 1914 között zajlott Richard Berndl (1875=1955) müncheni építész tervei alapján. A két terem közül a nagyobbik maga a „Mozarteum” néven ismert, és világhírű; neve egyszerűen Großer Saal (Nagyterem). A kisebbik terem a Wiener Saal (Bécsi terem). A komplexum fenntartása mellett az alapítvány két, Mozartnak szentelt múzeumot is működtet: a zeneszerző szülőházát, vagyis a Geburtshaust és fő salzburgi lakhelyét, vagyis a Wohnhaust), valamint évente egy Mozart zenéjének szentelt januári zenei fesztivált, a Mozartwochét.
A nemrégiben átépített Egyetem főépülete a Mirabellplatz 1. szám alatt található.

## A Großer Saal orgonája
Az eredeti 100 fokozatú nagy hangversenyterem orgonáját az osztrák Rieger cég építette 1914-ben. Egy teljesen új, neobarokk stílusú orgonát épített 1970-ben a Walcker Orgelbau (E. F. Walcker & Cie). Ezt 2008-ban leszerelték. 2010-ben Hermann Eule Orgelbau Bautzen egy új, 50 lépéses nyomkövető akcióorgonát épített, és a hangszer 1914-es homlokzatát is rekonstruálták.

## A Wiener Saal orgonája
A Wiener Saal kis koncertteremben, a színpad feletti orgonakamrában láthatatlanul elhelyezkedő síporgonát 1914-ben Rieger építette 25 megállóval és elektro-pneumatikus működtetéssel. 1941-ben átépítették, új konzollal és néhány neobarokk módosítással. Az orgona rossz állapotban van, de még lehet játszani rajta.

## Nevezetes diákjai
- Herbert von Karajan (karmester)
- Carl Orff (zeneszerző)

## Tiszteletbeli tagjai
- Wilhelm Backhaus (1884–1969, 1967 óta)
- Luciano Berio (1925–2003, 1993 óta)
- Barbara Bonney (* 1956, 2013 óta)
- Cesar Bresgen (1913–1988, 1984 óta)
- Johann Nepomuk David (1895–1977, 1960 óta)
- Hertha Firnberg (1909–1994, 1983 óta)
- Paul Hindemith (1895–1963, 1960 óta)
- Herbert von Karajan (1908–1989, 1978 óta)
- Ernst Krenek (1900–1991, 1970 óta)
- Peter Lang (2013 óta)
- Franz Ledwinka (1883–1972, 1972 óta)
- Hans Leygraf (1920–2011, 1988 óta)
- Rolf Liebermann (1910–1999, 1989 óta)
- Carl Orff (1895–1982, 1960 óta)
- Bernhard Paumgartner (1887–1971, 1967 óta)
- Eberhard Preussner (1899–1964, 1975 óta)
- Ruggiero Ricci (1918–2012, 1998 óta)
- David Ritchie Robertson (1960 óta) †
- Paul Schilhawsky (1985 óta) †
- Heinz Scholz (1972 óta) †
- Sándor Végh (1912–1997, 1987 óta)
- Gerhard Wimberger (1923–2016, 1992 óta)
- Meinhard von Zallinger (1897–1990, 1976 óta)

## Fordítás
- Ez a szócikk részben vagy egészben  a   Mozarteum University Salzburg című angol Wikipédia-szócikk ezen változatának fordításán alapul.  Az eredeti cikk szerkesztőit annak laptörténete sorolja fel. Ez a jelzés csupán a megfogalmazás eredetét és a szerzői jogokat jelzi, nem szolgál a cikkben szereplő információk forrásmegjelöléseként.